# Francesco Vanni (vescovo)
Francesco Vanni (Palermo, 28 settembre 1730 – Palermo, 29 novembre 1803) è stato un vescovo cattolico italiano.

## Biografia
È nato a Palermo il 28 settembre 1730, figlio di Vincenzo e di Eleonora La Torre dei principi della Torre.
È stato ordinato presbitero il 29 luglio 1759 per l'ordine dei chierici regolari teatini.
Nel 1764 è entrato a far parte della massoneria, appartenenza che nel 1786 ne ha favorito la nomina a deputato del Regno di Sicilia.
Nel 1783 è stato eletto vicario generale dell'arcidiocesi di Palermo.
Il 24 luglio dello stesso anno papa Pio VI lo ha nominato vescovo titolare di Terme e vescovo ausiliare di Messina.
Ha ricevuto l'ordinazione episcopale il 13 agosto successivo da Francesco Ferdinando Sanseverino, arcivescovo metropolita di Palermo, co-consacranti Severino Maria Castelli e Antonio Maria Colonna, vescovi titolari rispettivamente di Numida e di Filadelfia di Arabia.
Il 30 marzo 1789 lo stesso papa lo ha nominato vescovo di Cefalù.
Durante il suo governo pastorale, ha completato il palazzo vescovile e ha istituito il monticello di prestiti gratuiti Vanni.
È morto a Palermo il 29 novembre 1803.
A lui è intitolata la via Vanni, traversa di corso Ruggero, a Cefalù.

## Genealogia episcopale e successione apostolica
La genealogia episcopale è:
- Cardinale Scipione Rebiba
- Cardinale Giulio Antonio Santori
- Cardinale Girolamo Bernerio, O.P.
- Arcivescovo Galeazzo Sanvitale
- Cardinale Ludovico Ludovisi
- Cardinale Luigi Caetani
- Cardinale Ulderico Carpegna
- Cardinale Paluzzo Paluzzi Altieri degli Albertoni
- Papa Benedetto XIII
- Papa Benedetto XIV
- Papa Clemente XIII
- Cardinale Enrico Benedetto Stuart
- Arcivescovo Francesco Ferdinando Sanseverino, C.P.O.
- Vescovo Francesco Vanni, C.R.

La successione apostolica è:
- Arcivescovo Mercurio Maria Teresi (1802)
- Vescovo Gaetano Bonanno (1802)